# Vlaams-Brusselse Media
Vlaams-Brusselse Media, afgekort VBM, opererend onder de merknaam BRUZZ, is een mediabedrijf zonder winstoogmerk ten dienste van de Vlaamse Gemeenschap in Brussel. BRUZZ is de tegenhanger van BX1, dat zich richt tot de Franstalige Gemeenschap in Brussel en heeft zijn hoofdkantoor in het historische Radiohuis.

## Etymologie
De naam 'BRUZZ' is een samenvoeging van 'Brussel' en 'buzz'. Het woord 'buzz' verwijst naar het levendige en dynamische karakter van de stad Brussel, met zijn diverse culturele en sociale dynamiek. Door deze twee elementen te combineren, wil BRUZZ niet alleen de energie en vitaliteit van Brussel weerspiegelen, maar ook zijn rol benadrukken als een dynamisch platform waar nieuws, cultuur en gemeenschap samenkomen.

## Geschiedenis
Op 10 maart 2014 vond de fusie plaats van verschillende media-entiteiten tot Vlaams-Brusselse Media, inclusief brusselnieuws.be, tvbrussel, FM Brussel, Agenda Magazine en BDW. De hoofdzetel werd gevestigd in het Radiohuis in Elsene. Deze fusie was bedoeld om synergieën te creëren en de productie van content voor web, radio en televisie te stroomlijnen, met als doel een bredere en efficiëntere dienstverlening aan het Nederlandstalige publiek in Brussel.
Na een turbulente periode kondigde de raad van bestuur op 13 oktober 2015 een reorganisatie aan, die volgde op controverses rond het ontslag van de vorige CEO en de stopzetting van FM Brussel. Op 20 april 2016 werd BRUZZ gelanceerd als samensmelting van diverse mediabronnen, waaronder het weekblad Brussel Deze Week, de cultuurbijlage Agenda, radio FM Brussel, televisiezender tbrussel en de gezamenlijke website brusselnieuws.be.
In 2018 introduceerde VBM, in samenwerking met het Onderwijscentrum Brussel (OCB), BRUZZ Ket, een digitaal platform gericht op kinderen en jongeren van 9 tot 13 jaar, zowel Nederlandstalig als meertalig, in Brussel. Dit initiatief ondersteunt de educatieve en informatieve behoeften van jonge Brusselaars.
Op 19 april 2022 breidde VBM het aanbod uit met BRUZZ Ice, een digitaal radiostation dat de multimediale aanwezigheid van BRUZZ versterkt en tegemoetkomt aan de diverse luisterbehoeften van het publiek in de stad.

## Leiding

### Voorzitters raad van bestuur
- sinds 20 maart 2014: Marc Michils

### Huidige raad van bestuur
- Marc Michils (voorzitter)
- Giovanni Canini (ondervoorzitter)
- Johan Goossens (penningmeester)
- Ruben Goots (secretaris)
- Pier Callens (bestuurder-opdrachthouder)
- Kristel Vandenbrande (bestuurder-opdrachthouder)

## Hoofdredactie
| Tijdspanne | Hoofdredacteur    |
| ---------- | ----------------- |
| 2015-2016  | Jeroen Roppe      |
| 2016-2017  | Klaus Van Isacker |
| 2017-2023  | Kristof Pitteurs  |
| 2024-heden | Klaus Van Isacker |